# Maria Boschetti-Alberti

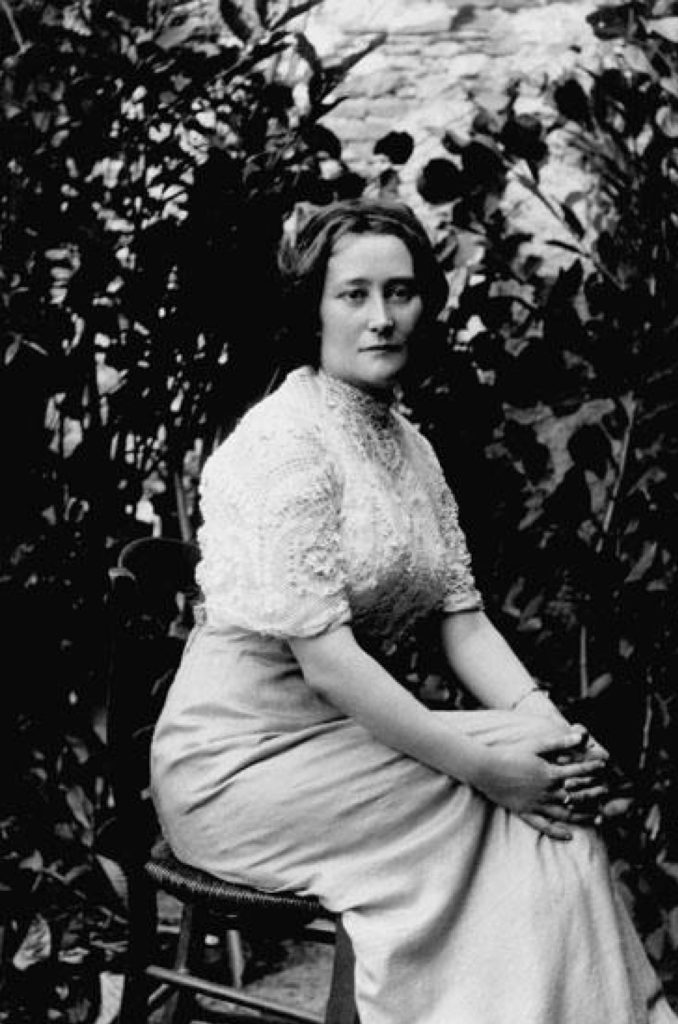
Maria Boschetti-Alberti in Bedigliora (1915)

Maria Boschetti-Alberti (* 23. Dezember 1879 in Montevideo; † 20. Januar 1951 in Agno; heimatberechtigt in Vezio) war eine Schweizer Pädagogin aus dem Kanton Tessin.

## Leben
Maria Boschetti-Alberti kam als Tochter von Giuliano Alberti aus Bedigliora, Zeichner-Dekorateur, und Teofila Ferretti, Lehrerin, in Uruguay  zur Welt, wohin ihre Eltern ausgewandert waren. Sie war das vierte von acht Kindern und die Schwester von Francesco Alberti.
Im Jahr 1883 kehrte die Familie in die Schweiz zurück und liess sich im Kanton Tessin nieder. Maria absolvierte eine Ausbildung zur Lehrerin am Istituto Santa Caterina in Locarno. Im Jahr 1894 erwarb sie das Lehrerpatent. Sie arbeitete als Lehrerin im Malcantone und in Muzzano.
Den lokalen Verhältnissen entsprechend, erprobte sie die Methode der scuola serena («heitere Schule», nach Maria Montessori). Danach wechselte sie an die Scuole maggiori von Agno. Mit ihrem Engagement errang sie Ansehen, vor allem internationales, in reformpädagogischen Kreisen.
1920 heiratete sie Pierino Boschetti, Bürgermeister und Direktor der Lugano-Ponte-Tresa-Bahn. Aus ihrer Ehe gingen die zwei Kinder Franco und Giuliana hervor.

## Pädagogisches Denken
Maria Boschetti Alberti beschreibt die Scuola Serena als den Versuch einer neuen Schule innerhalb der gewöhnlichen Schule, die auf den Grundsätzen der Freiheit, der Ordnung, der Selbsterziehung und der Achtung der Individualität des Schülers beruht. Um die Freiheit des Kindes zu respektieren, ist es nach Ansicht des Tessiner Lehrers notwendig, die natürlichen Gesetze seiner Entwicklung zu beachten. Für Boschetti Alberti bedeutet Freiheit in der Schule, dem Kind völlige Freiheit in Bezug auf Art und Weise und Zeit zu gewähren. Die Freiheit der Art und Weise ermöglicht es, die Individualität jedes Einzelnen zu berücksichtigen und dem Schüler die Möglichkeit zu geben, selbständig zu lernen und die Methode zu wählen, die seinen Fähigkeiten und Interessen am besten entspricht. Der Lehrer muss sich daher darauf beschränken, die wichtigsten zu lernenden Begriffe zu nennen. Die zeitliche Freiheit, die Boschetti Alberti als unantastbares Recht des Kindes bezeichnete, ermöglicht es, abrupte Richtungswechsel im Interesse des Schülers zu vermeiden und ihm die Freiheit zu lassen, sich auf ein Thema zu konzentrieren, solange sein eigenes Interesse dies erfordert und nicht der vom Lehrer auferlegte Themenwechsel.
In Übereinstimmung mit diesen Grundsätzen besteht der Schultag in der Gelassenen Schule aus den folgenden Phasen: Schulakademie, Themenkontrolle (einzeln oder in Gruppen), Lektüre durch den Lehrer und freie Arbeit am Vormittag; Vortrag eines Schülers zu einem Thema seiner Wahl und freie Arbeit am Nachmittag. Die Morgenakademie besteht aus Lesungen, Gedichten, Rezitationen, auch in Mundart, zu einem Thema, das der Schüler je nach Interesse selbst wählt. Diese Art von Aktivität ermöglicht es dem Schüler, sich vor der ganzen Klasse kreativ auszudrücken, und gibt dem Lehrer gleichzeitig die Möglichkeit, moralische und ästhetische Erziehung miteinander zu verbinden. Jeder Schüler erhält dann einen zusammenfassenden Lehrplan, aus dem er sich die Themen heraussuchen kann, die ihn am meisten interessieren. Die Steuerung des Themas erfolgt durch den Lehrer, indem er jeden Tag eine andere Tätigkeit ausübt, der sich die Schüler einzeln oder in Gruppen widmen. Dabei geht es nicht darum, die Aufgabe zu korrigieren, sondern den Lernfortschritt jedes Schülers in dem betreffenden Fach zu überprüfen. Bei der Kontrollarbeit beschränkt sich die Lehrerin darauf, ihre Hilfe und Meinung kundzutun, um nicht in die Pedanterie des traditionellen Unterrichts zu verfallen. Die Freiarbeit hingegen findet in kleinen Gruppen statt und befasst sich mit Aktivitäten, zu denen sich die Schüler am meisten hingezogen fühlen oder mit denen sie sich eingehender beschäftigen möchten.

## Publikationen
- Il diario di Muzzano. 1917.
- La scuola serena di Agno. 1951.

Im Jahr 1998 drehte TSI (Radiotelevisione Svizzera) einen Dokumentarfilm über ihr Leben und ihre Arbeit als Erzieherin.